# Culture des céréales dans les années 1960
Cet article présente l'histoire de la culture dans les années 1960.

## Années 1960
Les années 1960 ont été marquées par une augmentation considérable de la demande de l'URSS et de l'Inde, qui entraine une tension sur les prix du blé en particulier au milieu de la décennie et de nouvelles forces centrifuges sur le marché, mais les stocks constitués ont permis d'y faire face, puis ont été reconstitués assez rapidement en 1968-1969. Il a fallu assouplir l'accord international, sous les auspices de la principale force motrice, qui reste les États-Unis, structurellement excédentaires, mais capables d'adapter leur production, qui croit en moyenne de 0,8 % par an pour le blé, 1,4 % pour le soja et 1,6 % pour le maïs.

### Changement de paradigme, selon les grands négociants
Pour les grandes firmes de négoce, les années 1960 expriment un changement de paradigme dans la culture des céréales. L'Union soviétique cherche des approvisionnements et bientôt ce sera le tour de l'Inde. Avec sa rivale Continental Grain, la firme de négoce Tradax, basée en Suisse, s'en empare. En février 1964, des représentants de ses bureaux genevois et londoniens négocient à Moscou la vente de 700 000 tonnes de céréales, début d’une longue relation. À Genève, Cargill met sur pied en 1966 un département pour traiter avec l’Union soviétique. En 1972, de mauvaises récoltes font bondir la demande soviétique, qui atteint 29 millions de tonnes de céréales, selon Tradax. Cargill enregistre un nouveau bénéfice record de 107 millions de dollars pour l’exercice 1972-1973. Contre 40 millions l’année précédente.
Ces ventes colossales ont dopé le prix des céréales, à plusieurs périodes. Les sociétés de négoce comme le groupe Louis-Dreyfus, Bunge Limited, ADM et surtout Cargill et Continental Grain sont accusées aux États-Unis de s’être entendus sur les prix, d’avoir volé les fermiers et les consommateurs américains. Une sous-commission sénatoriale américaine va alors s’intéresser aux comportements des multinationales américaines à l’étranger. Cargill est interrogé sur ses ventes à l’Union soviétique mais aussi sur ses liens avec Tradax.
Par ailleurs, l’Europe recherche son autosuffisance, et y réussit mieux, dans les années 1950 parvenant à développer son marché intérieur. La politique agricole commune engrange des succès rapides dans les grandes productions, où le taux de couverture des besoins s’améliore, pour dépasser 100 % en sucre et en produits laitiers et approcher 90 % en céréales, à la fin des années 1960. Le néerlandais Sicco Mansholt, commissaire européen chargé des questions agricoles, agite le spectre d'excédents dès 1968, mais ses avertissements ne seront pas entendus, car la conjoncture internationale va soudain doper la demande mondiale de céréales dans les années 1970.

### Politique agricole commune négociée en 1957, appliquée en 1962
La politique agricole commune de l'Union européenne, entrée en vigueur le 30 juillet 1962, après avoir été négociée lors du traité de Rome du 25 mars 1957 repose sur deux piliers, le développement rural, mais aussi un soutien du marché, des prix et des revenus agricoles, en particulier dans la culture des céréales. S'inspirant de l'expérience canadienne des années 1920, les négociateurs français de 1957 veulent faciliter l'ouverture des frontières et ralentir l'exode rural par un niveau de vie décent garanti aux petits cultivateurs de céréales, bref « éviter un choc à leur paysannerie ». En réalité, ils vont en créer un sur les campagnes : la France va passer de 5,2 millions d'agriculteurs à quinze fois moins un demi-siècle plus tard. Car le système de soutien des prix à la production ne concerne pas toutes les denrées, mais celles de la « grande culture », blé et betterave". Pour elles, la garantie de prix s'applique non seulement au marché européen mais également aux exportations. Par le mécanisme des « restitutions », le budget communautaire compense l'écart entre le prix du marché mondial et le prix garanti par la PAC, ce qui déchaîne les virulentes protestations américaines mais dope le commerce extérieur de quelques pays comme la France. En 1957, l'Europe était encore une zone agro-importatrice et au même moment se protège par des taxes sur les importations. En deux décennies, elle passe au contraire à 20 % des exportations mondiales de blé, soit 20 millions de tonnes, ce qui cause une progression des dépenses rapidement incontrôlable, chaque quintal de blé exporté coûtant très cher. Environ 40 milliards d'euros sont ainsi dépensés en Europe chaque année au XXIe siècle, alors que les dépenses d'aménagement rural, censées être le premier pilier de la PAC en 1957, sont dix fois moins importantes.

### En 1963, l'URSS s'approvisionne au Canada
En URSS, les récoltes désastreuses des années 1963, 1965, 1969, 1972 et 1975 sont dues aux conditions climatiques et à l’exode rural des jeunes gens vers les villes. Pour éviter la famine, l’URSS est contrainte de faire des achats massifs de blé au Canada et aux États-Unis, ce qui accroit sa dette extérieure.
À la fin de l'année 1962, L'URSS installe à Cuba des missiles nucléaires pointés vers les États-Unis : c'est la crise des missiles de Cuba, qui entraîne un durcissement dans les relations internationales, en particulier avec les États-Unis. En 1963, l'URSS se met à acheter régulièrement du blé au Canada, pour sécuriser ses approvisionnements, dans un contexte de croissance démographique, même si les quantités restent assez peu élevées. Selon la Banque du Canada, les ventes de blé à l'URSS ont représenté 192 millions de dollars en 1963, puis 305 millions de dollars en 1964, et près de 200 millions de dollars en 1965 comme en 1966.

### Déficit se creusant en Inde en 1965-1966 après deux mauvaises moussons
En Inde, la révolution agricole commence au milieu des années 1960, alors que deux mauvaises moussons surviennent consécutivement, en 1965 et 1966, entraînant une crise économique, aggravée par la peur d'une pénurie alimentaire dans les villes. Les importations de riz et de céréales, pour faire face à la pénurie criante, atteignent environ dix millions de tonnes soit 16 % de la récolte moyenne annuelle en Inde. Ces piètres moussons successives forcèrent l'État indien à augmenter brutalement ses achats. Face à un effondrement inattendu des stocks des pays exportateurs, les risques de pénurie vinrent brutalement réveiller les préoccupations internationales en matière de sécurité alimentaire mondiale.
L'Inde décide, elle, de se tourner vers la révolution agricole. En 1967-1968, les superficies céréalières cultivées en « variétés à haut rendement » visées par cette la révolution agricole frôlaient déjà un total de 5 millions d'hectares, mais il faudra attendre encore une dizaine d'années pour que l'Inde parviennent à l'autosuffisance alimentaire.

### Accord international assoupli en 1967
Le système des quantités fixes garanties par l'accord international ayant l'inconvénient de ne pas permettre de moduler assez les importations, sa version de 1959 a créé un système plus souple adapté aux paysage des années 1960 : les pays importateurs s'engagent à consacrer chaque année un pourcentage minimum de leurs achats commerciaux dans la fourchette de prix de l'Accord. En contrepartie, les exportateurs garantissent des quantités de blé disponibles aux prix de cette fourchette. Ces mesures et le retour du Royaume-Uni permirent aux transactions d'atteindre en moyenne de 15,5 millions de tonnes pendant trois ans. Elles sont reconduites en 1962, mais avec une échelle des prix élargie. L'URSS a alors décidé d'y adhérer et les prix sont restés dans les limites fixées, malgré une très forte augmentation de la demande en 1963-1964;
Un resserrement des marchés céréaliers, en risque de pénurie, a marqué l'Accord international sur les céréales de 1967, dont les négociations eurent pour toile de fond le Kennedy Round, sixième session de l'accord général sur les tarifs douaniers et le commerce (GATT) qui se tint entre 1964 et 1967 à Genève. Les pourvoyeurs d’aide alimentaire veulent plus de bénéficiaires, sur fond de première Convention de l'ONU sur l’aide alimentaire (CAA). Le blé canadien n'étant plus jugé suffisamment représentatif, car son centre d'expédition n'est pas utilisable l'hiver, et concurrencé par la prédominance des États-Unis sur le marché international du blé, l'accord international de 1967 prévoit l'introduction de différentiels de qualité pour quatorze blés d'autres origines. Il prévoit aussi que les achats effectués par les membres importateurs auprès de pays non membres rentrent désormais en compte pour l'exécution de leur obligation d'achat. Peu après l’entrée en vigueur, des excédents de blé reviennent, causant la chute des prix au-dessous des minima de l'accord. Les recours prévus s’avérant inefficaces, les principaux pays exportateurs, États-Unis et Canada se mettent d’accord sur la réduction des superficies ensemencées en céréales.

### Développement de la recherche sur les nouvelles variétés de riz, de blé et de maïs
Les efforts sur la recherche agronomique s'accroissent dans les années 1960 et portent de plus en plus sur la génétique des riz, blé et maïs, ou autres cultures alimentaires. La fondation Rockefeller promeut l'idée de révolution verte, via de nouveaux centres de recherche à travers le monde, parmi lesquels l'Institut international de recherche sur le riz, fondé en 1960 aux Philippines, pour favoriser l'emploi de variétés de riz à haut rendement en Asie. L'Indonésie, le Pakistan, le Sri Lanka et d'autres pays d'Amérique latine et d'Afrique du Nord ont suivi cette voie.
Au Mexique, l'Office of Special Studies devient le centre international d'amélioration du maïs et du blé, en 1963, où travaille l'agronome américain Norman Borlaug, futur prix Nobel de la paix 1970. En Inde, l'Institut international de recherche sur le riz est mené par Monkombu Swaminathan. Une association internationale, le Consultative Group on International Agricultural Research (CGIAR), créée en 1971, est chargé de coordonner les efforts des groupes de recherche locaux en matière agricole, plus tard au nombre d'une quinzaine dans le monde.
Leurs recherches se sont dans un premier temps concentrées sur la fabrication par hybridation de variétés à haut rendement concernant les trois principales céréales cultivées dans le monde : riz, blé, maïs, au détriment des millets, du sorgoo ou des « pseudo-céréales » comme le quinoa.
Mais pour être efficaces, ces nouvelles variétés ont besoin de mécanisation agricole, d'engrais azotés, et de produits phytosanitaires - pesticides, fongicides et insecticides), fabriqués à base de pétrole. Il faut aussi du fioul pour les tracteurs. Les gouvernements des pays où ces cultures sont implantées se sont impliqués par :
- les subventions aux semences, pesticides et fertilisants ;
- l'irrigation ;
- une protection des prix des matières agricoles[10].